# Eendrachtsplein
Het Eendrachtsplein is een bekend plein in het centrum van Rotterdam. Het plein is verbonden met de Westblaak, de Eendrachtsweg, de Westersingel, de Rochussenstraat, de Mauritsweg en de Oude Binnenweg. Het Eendrachtsplein vormt de grens tussen de wijken Centrum, Cool, Dijkzigt en het Oude Westen.

## Historie
Het Eendrachtsplein is ontstaan in het kader van het Waterproject van Willem Rose in de 19e eeuw. Aan de westkant van het Eendrachtsplein werd in 1863 een Bijzondere School voor Middelbaar Onderwijs voor eigen rekening gebouwd. Dit gebouw was sinds 1945 in gebruik als politiebureau; anno 2019 is er een Grand Café, Heilige Boontjes geheten, gevestigd. Aan de oostkant van het plein staan 14 monumentale panden die tussen 1867 en 1873 werden gebouwd naar een ontwerp van D. van Ameyden van Duym. Bij de aanleg van de Westblaak - de zogeheten "Doordraak Westblaak" - begin jaren zestig is het water van het Eendrachtsplein gedempt, waarmee het plein een deel van zijn charme verloor. Als onderdeel van tweede Rotterdamse metrolijn werd in 1982 het metrostation Eendrachtsplein geopend.
Aan het einde van de Oude Binnenweg staat een standbeeld van Koos Speenhoff, gemaakt door Adri Blok. Ook staat sinds november 2008 het geruchtmakende beeld Santa Claus (beter bekend als Kabouter Buttplug) van Paul McCarthy op het plein. Iedere dinsdag wordt er sinds 2005 een biologische markt gehouden op het Eendrachtsplein.

## Openbaar vervoer
Op het Eendrachtsplein stoppen tram 4, 6, 8, bus 32 en  metro A, B en C.

## Fotogalerij

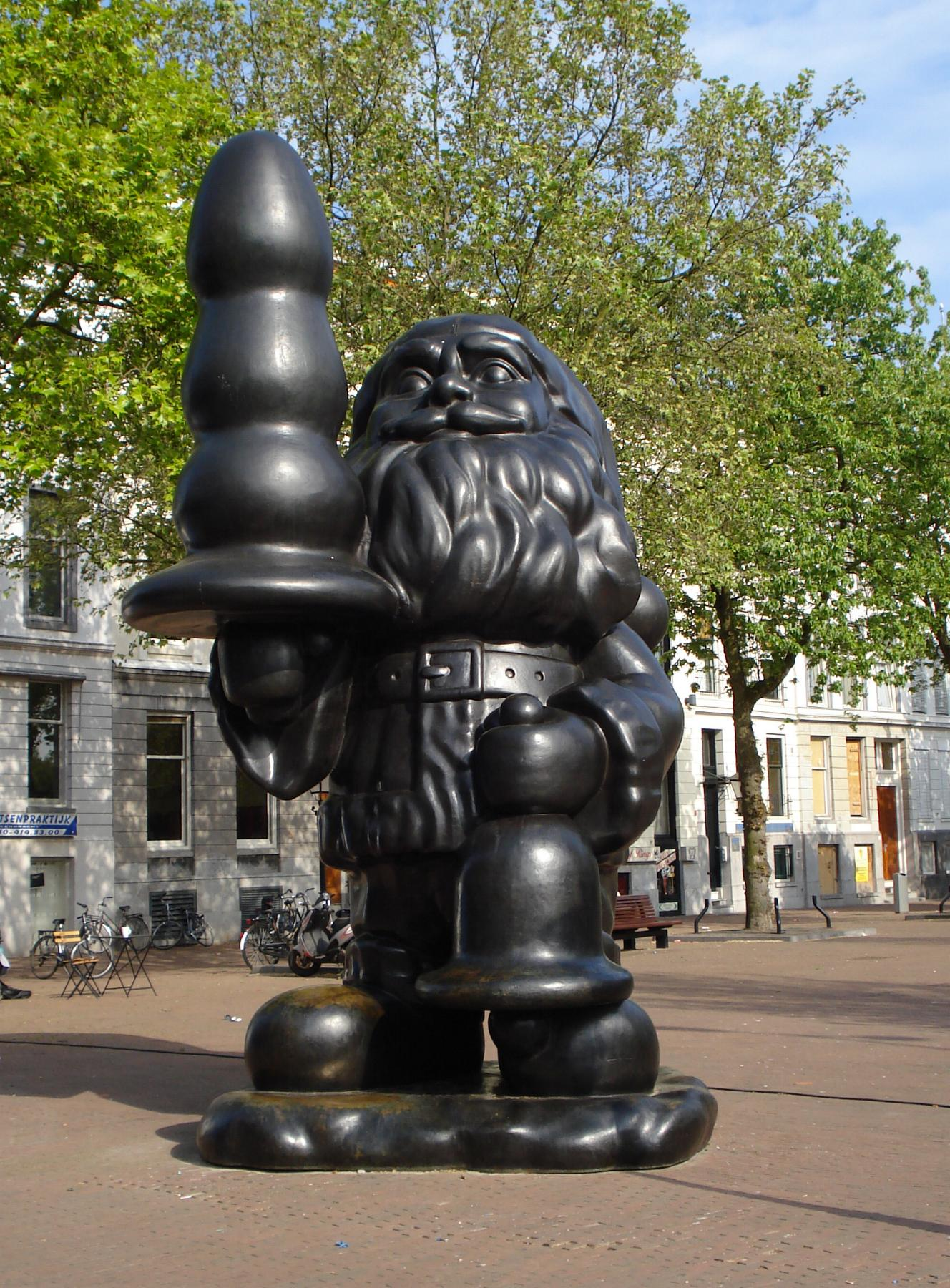
Kunstwerk "Santa Claus" van Paul McCarthy aan het Eendrachtsplein
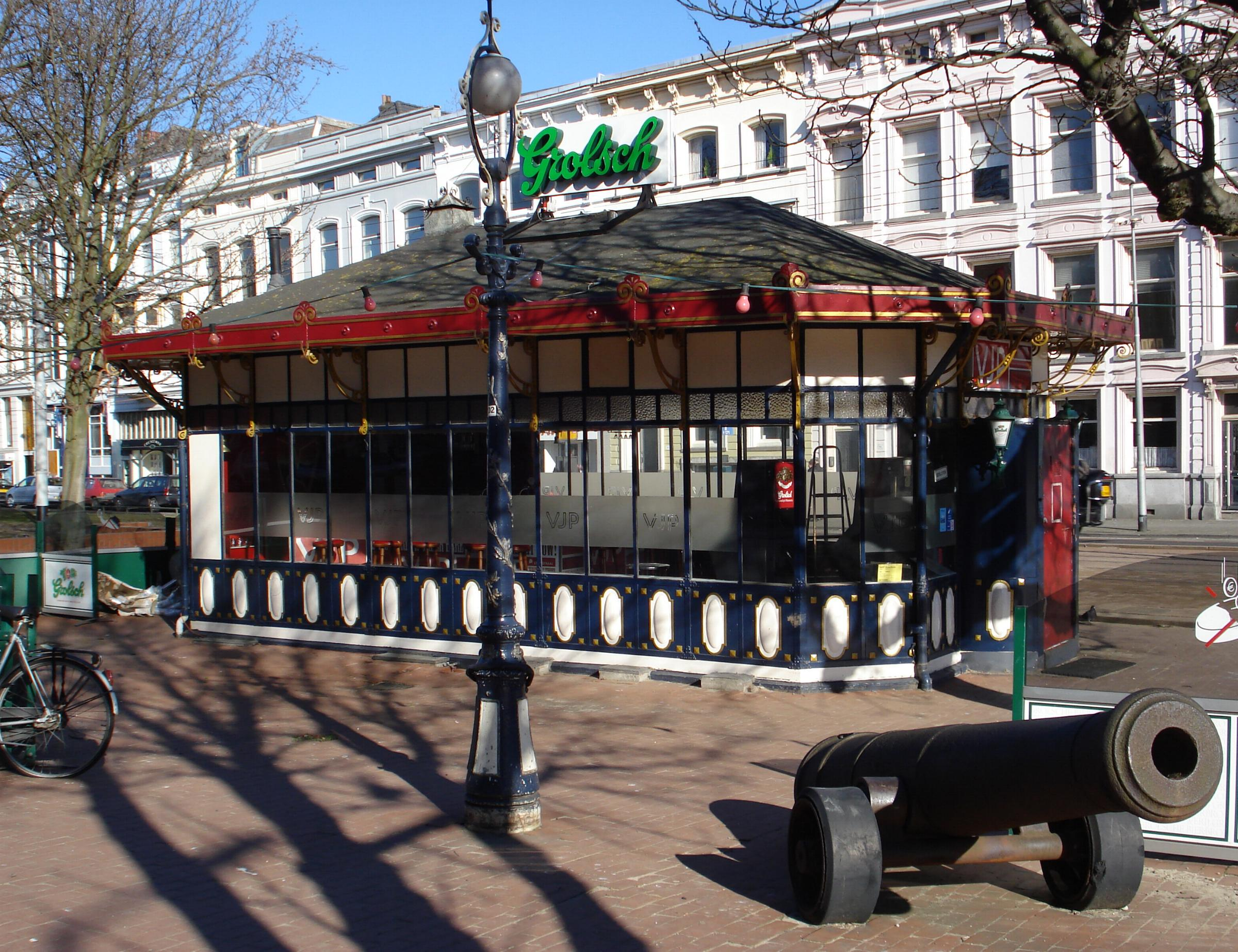
Tramhokje aan het Eendrachtsplein
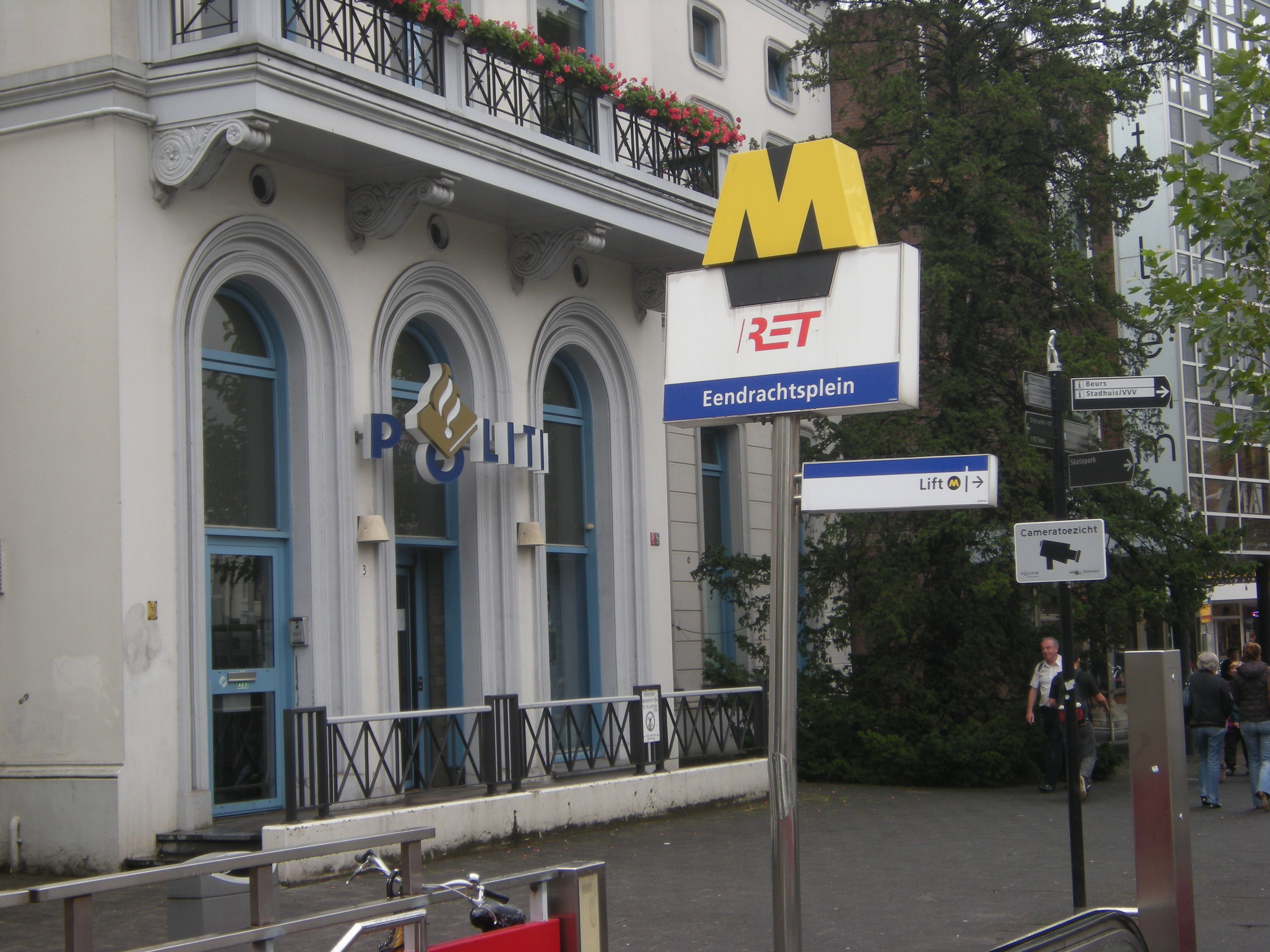
Voormalige ingang metrostation tegenover het - anno 2019 voormalige - politiebureau aan het Eendrachtsplein.
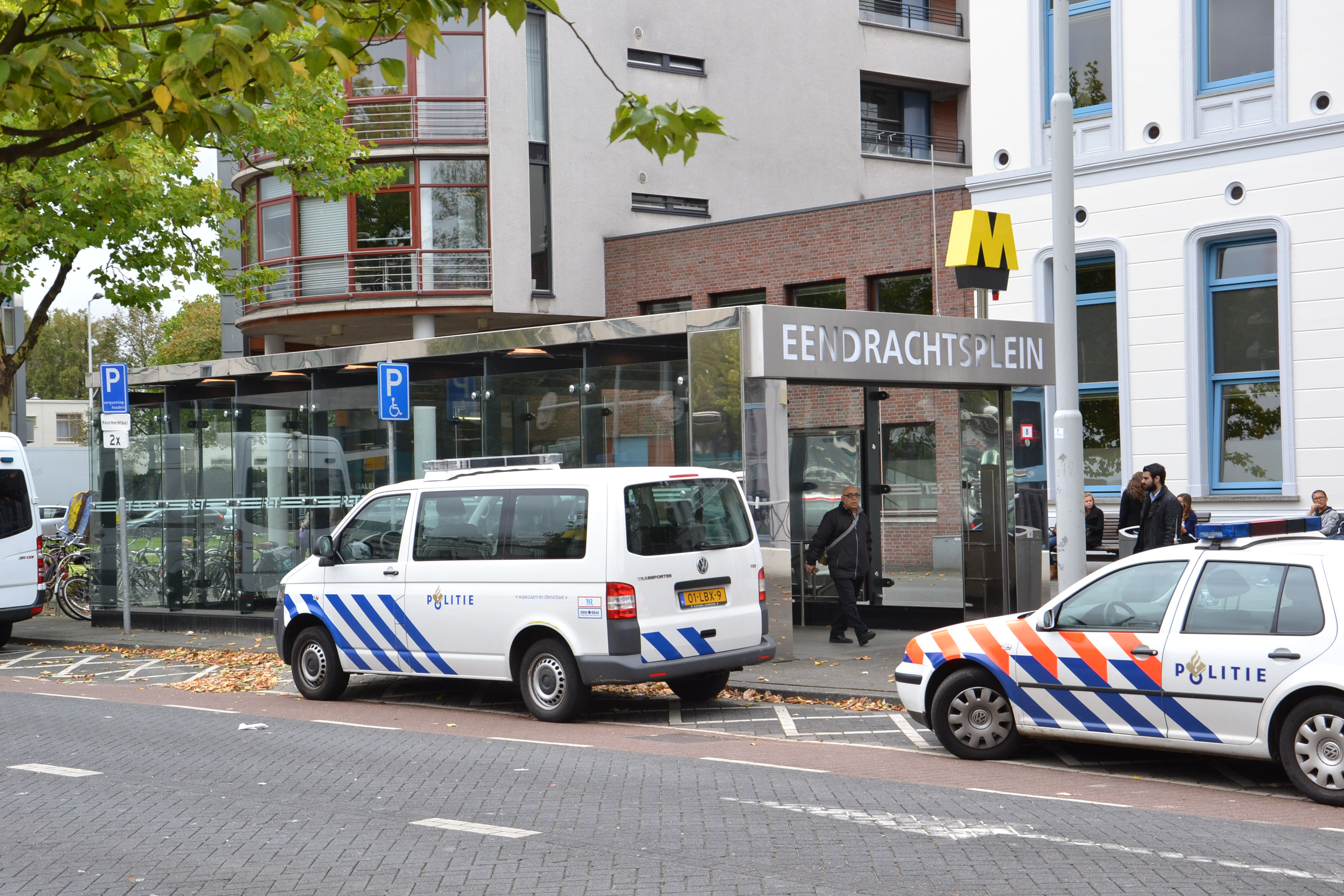
Ingang metrostation, nu overdekt en afsluitbaar.

Admiraal de Ruyterweg ·
Admiraliteitskade ·
Aert van Nesstraat ·
Baan ·
Batavierenstraat ·
Beukelsdijk ·
Beursplein ·
Beurstraverse ·
Binnenweg ·
Binnenwegplein ·
Binnenrotte ·
Blaak ·
Boezemweg ·
Boompjes ·
Bosland ·
Botersloot ·
Burgemeester van Walsumweg ·
Churchillplein ·
Coolsingel ·
Coolvest ·
Eendrachtsplein ·
Eendrachtsweg ·
Geldersekade ·
Goudsesingel ·
's-Gravendijkwal ·
Haagseveer ·
Henegouwerlaan ·
Hofdijk ·
Hofplein ·
Hoogstraat ·
Jonker Fransstraat ·
Karel Doormanstraat ·
Kipstraat ·
Kolk ·
Koningin Emmaplein ·
Korte Hoogstraat ·
Kruiskade ·
Kruisplein ·
Leuvehoofd ·
Lijnbaan ·
Lombardkade ·
Maasboulevard ·
Mariniersweg ·
Mathenesserlaan ·
Mauritsweg ·
Meent ·
Museumpark ·
Oostmolenwerf ·
Oostplein ·
Oude Binnenweg ·
Parkkade ·
Parklaan ·
Pim Fortuynplaats ·
Plein 1940 ·
Pompenburg ·
Rochussenstraat ·
Saftlevenstraat ·
Schiedamsedijk ·
Schiedamse Vest ·
Schouwburgplein ·
Spaansekade ·
Stadhuisplein ·
Stationsplein ·
Stroveer ·
Van Oldenbarneveltstraat ·
Vasteland ·
Veerkade ·
Weena ·
Westblaak ·
Westerkade ·
West-Kruiskade ·
Westersingel ·
Westplein ·
Willemskade ·
Willemsplein ·
Witte de Withstraat